# ドキシフルリジン
ドキシフルリジン（Doxifluridine : 5'-DFUR）とはスイスのホフマン・ラ・ロシュ社によって発見され、日本ロシュ社が開発したフッ化ピリミジン系の経口抗悪性腫瘍剤（抗がん剤）。商品名はフルツロンカプセル（販売:中外製薬株式会社）。

## 効果・効能
胃癌、結腸・直腸癌、乳癌、子宮頸癌、膀胱癌

## 重大な副作用
脱水症状、急性腎不全、骨髄機能抑制、溶血性貧血、重篤な腸炎、重篤な精神神経障害（白質脳症等） 、間質性肺炎、心不全、肝障害、黄疸、急性膵炎、嗅覚脱失

## 作用機序
腫瘍組織で高い活性を有する酵素であるピリミジンヌクレオシドホスホリラーゼ（PyNPase）により5-FUに変換され、抗腫瘍効果を発揮する。